# Château Blanc (pays de Galles)
Pour les articles homonymes, voir Château Blanc.
Le château Blanc (en anglais : White Castle) est un château fort sur la frontière entre le pays de Galles et l'Angleterre. Il est un monument classé.

## Histoire
Aussi nommé Castell Gwyn, le château Blanc est une construction médiévale située au nord du village de  Llantilio Crossenny dans le comté de Monmouthshire au  Pays de Galles. Il fut premièrement connu comme Llantilio Castle, puis prit le nom de Château Blanc lorsque ses murs furent enduis d'un crépi blanc au XIIIe siècle.
Il est classé monument de grade I depuis le 19 novembre 1953.